# Leptochilus ellipticus
Leptochilus ellipticus är en stensöteväxtart som först beskrevs av Carl Peter Thunberg och fick sitt nu gällande namn av Hans Peter Nooteboom. Leptochilus ellipticus ingår i släktet Leptochilus och familjen Polypodiaceae.

## Underarter
Arten delas in i följande underarter:
- L. e. flexilobus
- L. e. pentaphyllus
- L. e. pothifolius